# 地磁気
地磁気（ちじき、英: geomagnetism、Earth's magnetic field）は、地球が持つ磁性（磁気）及び、地球により生じる磁場（磁界）である。
磁場は、空間の各点で向きと大きさを持つ物理量（ベクトル場）である。地磁気の大きさの単位は、国際単位系の磁束密度の単位であるテスラ（T）である。通常、地球の磁場はとても弱いので、「nT（ナノテスラ）」が用いられる。以前に地球物理学で地磁気の磁束密度を表すのに使用されたガンマ (γ) は、10−9テスラ = 1ナノテスラ (nT) に等しい。
1ナノテスラ (nT) = 10−9テスラ (T) = 10−5ガウス (G) = 1ガンマ (γ)
地球の大気や水の宇宙空間への拡散を防ぎ、地球に降り注ぐ宇宙線や太陽からの紫外線を減らす一助を担っており、地球の生命を守る役目も果たしている。
日本の緯度・経度・年月日から、最新の地磁気の偏角・伏角・全磁力・水平分力・垂直分力などを、国土地理院の地磁気ページから知ることができる。

## 概要
地球の磁場は、概ね磁気双極子で（つまり、地球の中心に仮想的に置かれた1つの棒磁石として）近似でき、現在は北極部がS極、南極部がN極に相当し、それぞれ北磁極と南磁極と呼ぶ。ただし、非双極子部分は地球上に“瞳のような形”で存在する（地表の磁場強度分布図）。
地磁気の磁力線は、赤道付近を除けば、地面に対して平行ではなく、地面と斜めに交わるかたちになっている。
伏角
ある地点において水平面と地磁気のベクトルとがなす角を伏角といい、地磁気が地面に向かって突き刺さる方向の場合がプラス、地面から出て行く向きの場合がマイナスとなるように定義される。伏角は、南半球のほとんどでマイナスで、南の磁極に近づくにしたがって −90 度に近づく。また、北半球のほとんどでプラスとなり、北の磁極に近づくにしたがって +90 度に近づく。
偏角
地磁気のベクトルを水平面に投影したとき、地理上の真北となす角を偏角と呼ぶ。偏角の最も大きい要因は、地球の双極子磁場が自転軸に対して傾いていることである。
地球の双極子磁場は自転軸に対して約 10.2 度（2006年）傾いているため、地理上の極と磁極の位置にはずれがある。
地磁気の極には「磁極」と「地磁気極（または磁軸極）」という2つの極がある。
磁極
北磁極は方位磁針のN極が真下を向くところで、南磁極は方位磁針のS極が真下を向くところである。現在、磁極は地球の中心に対して対称な位置にはない。
地磁気極（または磁軸極）
地磁気北極（北磁軸極）、地磁気南極（南磁軸極）は、地球の磁場を磁気双極子としたとき、地磁気の分布が観測された分布図と同じになる棒磁石の長さ方向への延長線が地表面へ出てくる2地点である。地磁気極は地球の中心に対して対称な位置にある。
現在、伏角が −90 度あるいは +90 度になる点、磁極は、地球双極子磁場の極、地磁気極とは一致していない。磁北極（北磁極）、磁南極（南磁極）と地磁気北極、地磁気南極は移動している。
1980年には、北磁極はカナダ北方のN77.0°、W102.0°、南磁極は南極大陸近傍のS66.5°、E139.09°にあったとされている。
- 1900年 - 北磁極は70.5N 96.2W、南磁極は 71.7S 148.3E
- 1980年 - 北磁極は76.9N 101.7W、南磁極は 65.4S 139.3E
- 1990年 - 北磁極は78.1N 103.7W、南磁極は 64.9S 138.9E
- 2005年 - 北磁極は83.2N 118.0W、南磁極は64.5S 137.8E
- 2010年 - 北磁極は85.0N 132.6W、南磁極は64.4S 137.3E
- 1900年 - 地磁気北極は78.6N 68.8W、地磁気南極は 78.6S 111.2E
- 1990年 - 地磁気北極は79.1N 71.1W、地磁気南極は79.1S 108.9E
- 2005年 - 地磁気北極は79.7N 71.8W、地磁気南極は79.7S 108.2E
- 2010年 - 地磁気北極は80.0N 72.2W、地磁気南極は80.0S 107.8E

地球磁場が双極子磁場と完全には一致していないことから、偏角も双極子磁場の極、地磁気極の方向とは一致していない。例えば、日本の場合、双極子の北極、地磁気北極は、日本から見ると地理上の北極より少し東の方向になるが、偏角はやや西を向いている。

## 発生原因
地球の磁場は、主に地球（電離層等を含む）に流れる電流に起因する。地磁気の発生原因は、今でも完全には解明されていない。
地磁気は約42億年前（地球誕生の約4億年後）に発生していたことが、オーストラリア大陸西部のジャックヒルズの砂岩に含まれるジルコンで確認されている。
地磁気の成因の99%は地球内部にあり、1%は地球外（太陽表面から荷電粒子等）にある。ガウスは、地磁気のデータから、地球の磁場の成因の99%は地球内部にあることを証明し、80%は双極子（棒磁石）で説明できることを明らかにした。
- 磁性を有する物質（磁性体）による磁場
  - 磁化している地殻
  - 磁性を有する推積層
  - 磁鉄鉱床
- 地球に流れる電流による磁場
  - 地球の核に流れる電流
  - 電離層（高層の電離圏）と磁気圏に流れる電流
    - 太陽からの荷電粒子が地球に届くと、地球の電離層を流れる電流が変化する

  - 地殻やマントル、海水などに流れる電流
- 岩石に加えられた応力[5]
  - 地震に伴う地磁気の変化[5]
  - 火山活動に伴う地磁気の変化[5]

### 発生原因の説
- 地球そのものが永久磁石であるという説
  - 地球内部の永久磁石（強磁性体）が磁気を引き起こしている。
    - 地球内部の磁化した地殻。磁鉄鉱床。
    - 溶岩が冷えて固まるときに、その時点の地磁気によって磁化され、規模の大きな磁石になる。
- 流体ダイナモ説（ダイナモ理論）
  - ダイナモ理論は回転し、対流し、通電する流体が磁場を維持する振る舞いのプロセスを述べる。
  - 地球内部の鉄やニッケルを多く含んだ核（コア）の流動物質が自転と熱対流によって回転することで電流を生じ、この電流が電磁石あるいは発電機（ダイナモ）のように磁場を生成・維持すると考えられている。
  - 外核にある液体の鉄の対流

## 強さ
地磁気の強さは地球上の場所によって異なり、ほぼ 24000 nT - 66000 nT（ナノテスラ）の範囲である。赤道では弱く、高緯度地域では強い。
日本での地磁気の強さも場所によって異なる。2015年において、44000 nT（沖縄本島）～ 51000 nT（北海道北端）であり、東京付近は46000 nTである。
日本付近の平均的な地磁気の水平分力（H）の大きさは約30000 nTで、静穏時の日変化の振幅は50nT程度であるが、磁気嵐の時は50 - 数百nTに達する地磁気変化（較差）が観測されることもある。

## 変動
地磁気は、常に一定ではなく、絶え間なく変化している。
- 地球外部の要因による変化
  - 太陽フレア
    - 磁気嵐や、激しいオーロラが発生したときには、数秒から数日のスケールで激しく変化する。このような現象は、太陽風と関係がある。

  - 太陽放射
    - 磁気嵐やオーロラがない場合でも、1日周期で数十 nT 程度の変化が見られる。このような1日周期の変化を日変化と呼ぶ。日変化は太陽放射と関係がある。
- 地球で発生している磁場そのものの変化
  - マグマの活動による地磁気の変化
    - 磁鉄鉱床の消磁
      - 鉄を含め、多くの強磁性鉱物は、キュリー点を超えると、磁化を失う。

  - 永年変化
    - 逆転よりももう少し変動の振幅が小さい、数年から数千年程度の時間スケールの磁場変動のことを永年変化と呼ぶ。
    - 地磁気は年々弱くなっており、ここ 100 年では約 6% 弱くなった。これはあと 1,000 年足らずで地磁気が消滅してしまうほどの減少率であるが、この程度の磁場変動は過去においてもそれほど珍しいものではない。
    - 非双極子部分の西方移動

  - 地磁気逆転[5]
    - 地磁気の逆転は、地磁気極のN極とS極が反転する現象である。古い火山岩などがもつ磁化を測定することで、過去の地磁気の様子を推定するという古地磁気学によって明らかにされた。地磁気は平均すると 100 万年に 1.5 回の割合で逆転を繰り返しているが、その割合はかなり不規則である。たとえば白亜紀には1千万年以上にわたり逆転のない期間があったと推定されている。
    - 地磁気は、78万年前にN極とS極は逆転しており，過去360万年で11回逆転していたことが明らかになった。

## 利用
地磁気の利用は古くから行われており、方位磁針を用いて方位を知るために用いられてきた。また、伏角を利用して姿勢計測・制御を行うようなシステムも存在する。また、地磁気を利用したモーションコントロールセンサーも携帯電話等に実装例がある。渡り鳥や回遊性の海生動物の中には地磁気を方位を知る手段として利用していると考えられるものがある。
活火山の近くでは、マグマの活動に伴って地磁気が変化することがある。たとえば高温のマグマやマグマからの火山ガスが地下浅いところまで上昇すると岩石が熱消磁して、全磁力が消磁域の南側で減少、北側で増加する。このような地磁気変化は噴火活動の観測に使われている。

## 地磁気の変動の地球環境への影響
地磁気が弱まる事により、大気圏内への宇宙線の入射量が増大することにより、大気中の過冷却水蒸気が宇宙線の飛跡を核として凝結するため、雲の量が増加して日射量に影響を与える。また、地表に到達する宇宙線の増加により、生物のデオキシリボ核酸が損傷する確率が高まるため、突然変異の増加する一因とも考えられる。

## 関連する映像作品
- ドキュメンタリー『サイエンス・ワールド』シリーズ 第6回『地球の見えざる盾』（ナショナル・ジオグラフィック）
- 映画『ザ・コア』